# 稗田阿礼
稗田 阿礼 （ひえだ の あれ、生没年不詳）は、飛鳥時代から奈良時代にかけての官人。『古事記』の編纂者の1人として知られる。暗誦する役割をもつ人たちの集団とする説もある。また、男性か女性かについても議論がある。

## 概要
稗田阿礼については、「古事記の編纂者の一人」ということ以外はほとんど何もわかっていない。同時代の『日本書紀』にも、この時代の事を記した『続日本紀』にも記載はない。『古事記』の序文によれば、天武天皇に舎人として仕えており、28歳のとき、記憶力の良さを見込まれて『帝紀』『旧辞』等の誦習を命ぜられたと記されている。元明天皇の代、詔により太安万侶が阿礼の誦するところを筆録し、『古事記』を編んだ。

時有舎人。姓稗田、名阿禮、年是廿八。爲人聰明、度目誦口、拂耳勒心。即、勅語阿禮、令誦習帝皇日繼及先代舊辭。（『古事記』序）
訳：
そのとき、一人の舎人がいた。姓は稗田、名は阿礼。年は28歳。聡明な人で、目にしたものは即座に言葉にすることができ、耳にしたものは心に留めて忘れることはなかった。すぐさま（天武）天皇は阿礼に「『帝皇日継』（ていおうのひつぎ。帝紀）と『先代旧辞』（せんだいのくじ。旧辞）を誦習せよ」と命じた。

『斎部氏家牒』では、宇治土公の庶流であり、天鈿女命の末葉であるとされる。

### 異説
通常「舎人」といえば男性だが、江戸時代に「稗田阿礼は女性である」とする説が提起された。平田篤胤は『古史徴開題記』の中で「阿礼は実に天宇受売命之裔にて、女舎人なると所思たり。」と述べている。民俗学者の柳田國男、神話学者の西郷信綱らも同説を唱えた。その根拠として、稗田氏は天鈿女命を始祖とする猿女君と同族であり、猿女君は巫女や女孺として朝廷に仕える一族で（ただし、『政事要略』には「右少史猿女副雄」という男性の官人が見える）、「アレ」は巫女の呼称である、ということ、がある。例として孝霊天皇の妃の一人に意富夜麻登久邇阿礼比売命がいる。
ただし、『造伊勢二所太神宮宝基本記』には「伊己呂比命男、大貫連大阿礼命」と記されており、「阿礼」はそのまま巫女のみを表す言葉ではない。
『新撰姓氏録』に「阿礼首」という氏族が存在することから、稗田阿礼の名前は、阿礼首、あるいは大伯皇女や高田新家、忍海大国のように、地名を由来とする説も存在する。
また『古事記』には、『日本書紀』と比べ、女神や巫女的存在の神を重要なものとして登場させている箇所があることも、女性説を裏付けるとの意見もある。（例として、伊邪那岐命の禊祓の際、男性である命の身につけているものの中に、婦人がつける「裳」が入れられていること。古事記オリジナルの神に伊豆能売（厳媛）という巫女的役割を持つ神がいて、しかもそのエピソードが神出現の場面（禍津日神）に登場していること、また天照大神と須佐之男命の誓いの際に、『古事記』では『日本書紀』とは反対に、女神の出現によって勝のしるしとすること。）
梅原猛は、『古事記』の大胆で無遠慮な書き方や年齢などから、稗田阿礼は藤原不比等の別名ではないかとの説を唱えている。

## 実在性
稗田阿礼自身その出自や事績に関しては不明な点がほとんどである。
実在性に関して、氏が「稗田」で名が「阿禮」であるのならば、7世紀後半を生きた時代の舎人として、その姓（カバネ）が何であったのかが最初の問題となる。以下の点が指摘される。
- 670年に施行された庚午年籍や、その20年後の庚寅年籍に記載がある畿内の人々は、極僅かな割合の奴婢を除き、全ての者が「姓付きの氏」を持っていること。しかし稗田阿礼は姓が不記載であり、その非実在性の問題へとつながる。姓の不記載は阿礼が非実在か、姓を序文の作者が知らなかったということになる。また序文から、氏と姓の違いが曖昧になった後世のものであると見ることができる。
- 「稗田阿礼」と「太朝臣安万侶」とが現実に『古事記』の編纂で接触していたのであれば、安万侶が阿礼の姓を知らないことはまずありえないこと。また自らは序文のおわりに「正五位上勳五等 太朝臣安萬侶」と書いていることからも不自然である[注釈 2]。
- 阿礼に如何なる学問の素養があって、それがどのような環境で鍛えられたのかが不明であること。「姓稗田、名阿礼」と言う書き方は漢文での名前表記のやり方であるから構わないという見解もあるが、姓のある日本においてこうした書き方はそぐわない。
- 日本の重要文献の編纂関係者で、このような氏名表示をしている例は他にない。

## 関係旧跡など
- 賣太神社（奈良県大和郡山市稗田町） - 稗田阿禮命（稗田阿礼）を主斎神とする。付近が猿女君稗田一族の居住地だったため、阿礼の出身地とされる。
- 稗田神社（兵庫県揖保郡太子町） - 阿礼比売命（稗田阿礼）を祭神とする。
- 飛騨せせらぎ街道 - 道中に「稗田阿礼生誕の地」との看板が立てられている。